# Rosmeulen
Le Rosmeulen, également nommé Assekot, est un moulin à cheval situé à Volckerinckhove, dans le Nord, en France. Construit de 2009 à 2010, il est inauguré le 4 septembre 2010. Il s'agit d'une reconstitution menée par l'association Yser Houck. Son président, Félix Boutu, explique en décembre 2019 que ces « moulins à cheval offraient une alternative au moulin classique quand il n'y avait pas de vent ». La construction de cet exemplaire fonctionnel s'est faite assez rapidement.